# Pomorski promet
Pomorski promet je najvažniji na Zemlji i prenosi 4/5 svjetske trgovine.

Najveće luke svijeta sagrađene su na ušćima rijeka, jer je to prirodan nastavak vodenog puta (npr. London, Roterdam, Amsterdam). Neke zemlje, zahvaljujući položaju na prometnim morima, lakoj izgradnji dobrih luka, postale su svjetske sile (Velika Britanija).

Najveći promet ima Atlantski ocean, a zatim Tihi i Indijski ocean.

## Vanjske poveznice
- Pomorski promet Hrvatska tehnička enciklopedija, portal hrvatske tehničke baštine. LZMK

- plovni putovi Hrvatska tehnička enciklopedija, portal hrvatske tehničke baštine. LZMK